# 大暮蜥屬

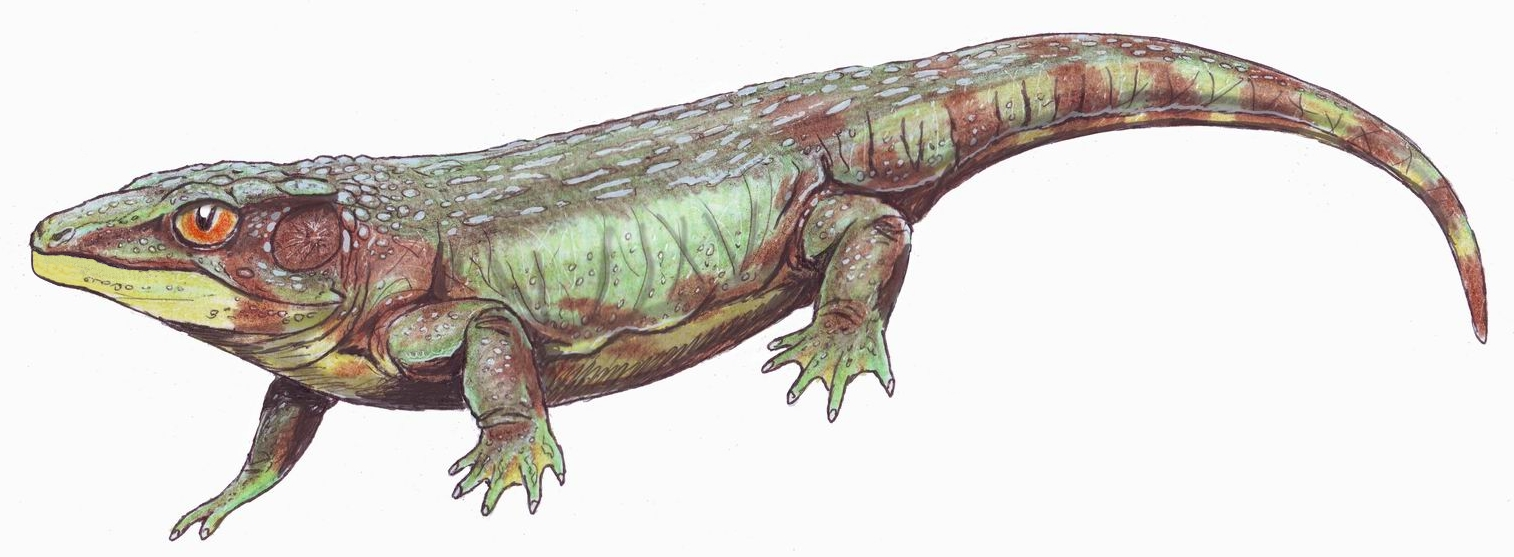
大暮蜥的想像圖

大暮蜥屬（學名：Macroleter）是副爬行動物夜守龍科的一屬，生存於二疊紀晚期的美國奧克拉荷馬州與俄羅斯。
在1984年，兩位蘇聯古生物學家將化石進行敘述、命名，模式種是Macroleter poezicus。在1980年命名的Seymouria agilis，正模標本（編號UCMP 143 277）是一個接近完整的身體骨骼，發現於奧克拉荷馬州的奇克謝組（Chickasha Formation）。在2001年，羅伯特·雷斯茲（Robert R. Reisz）等人將其改歸類於大暮蜥。大暮蜥的頭顱骨長度為8公分，完整身長估計約75公分。